# Treblinka (ort)
Treblinka är en ort i Masoviens vojvodskap i östra Polen med 350 invånare. Orten är mest känd för det nazityska  förintelseläger som var verksamt på orten från den 23 juli 1942 till den 19 oktober 1943.